# Bystrucha (obwód nowosybirski)
Bystrucha (ros. Быструха) – wieś (sieło) w Rosji, w obwodzie nowosybirskim, w rejonie koczkowskim. W 2010 liczyła 1233 mieszkańców.